# Srama
Srama es una comuna (khum) del distrito de Cheung Prey, en la provincia de Kompung Cham, Camboya. En marzo de 2008 tenía una población estimada de 8509 habitantes.
Se encuentra ubicada en la llanura camboyana, a escasa distancia del río Mekong y al sureste del lago Sap (Tonlé Sap).